# Rho Ursae Majoris
Rho Ursae Majoris (ρ Ursae Majoris, förkortat  Rho UMa, ρ UMa) som är stjärnans Bayerbeteckning, är en ensam jättestjärna belägen i den nordvästra delen av stjärnbilden Stora Björnen. Den har en skenbar magnitud på 4,74 och är svagt synlig för blotta ögat där ljusföroreningar ej förekommer. Baserat på parallaxmätning inom Hipparcosuppdraget på ca 10,4 mas, beräknas den befinna sig på ett avstånd av ca 315 ljusår (ca 86 parsek) från solen. Baserat på dess rörelse genom rymden finns det ca 60 procent sannolikhet att stjärnan ingår i Siriusflödet.

## Egenskaper
Rho Ursae Majoris är en röd jättestjärna på den asymptotiska grenen av spektralklass M3 III. Den uppmätta vinkeldiametern hos stjärnan efter korrigering för randfördunkling är 5,64 ± 0,15 mas, som vid det beräknade avståndet för stjärnan ger en fysisk storlek på ca 58 gånger solens radie. Den utsänder från dess fotosfär ca 464 gånger mera energi än solen vid en effektiv temperatur på ca 3 725 K. Den är en misstänkt liten amplitudvariabel.